# Multishow Ao Vivo Vanessa da Mata
Multishow Ao Vivo Vanessa da Mata  cuarto álbum de la brasilera Vanessa, grabado en vivo para los formatos CD y DVD, por Sony Music y producido por el canal Multishow, en abril de 2009. 
Con la participación de especial de los músicos Sly Dunbar y Robbie Shakespeare, leyendas vivas del reggae jamaicano. 
Tiene 14 temas el CD, y 21 temas el DVD, cantados en portugués.
Cuenta con los músicos Michael Ward en guitarra, Jason Yates en teclados, Oliver Charles en batería,  Andre Rodrigues en base acústica y electrónica, Marco Lobo en percusión. 

## Lista de canciones
Todos los temas compuestos por Vanessa da Mata excepto donde se indica:
| Multishow Ao Vivo Vanessa da Mata CD |                                                |          |  |
| N.º                                  | Título                                         | Duración |  |
| 1.                                   | «Baú»                                          | 4:08     |  |
| 2.                                   | «Vermelho»                                     | 3:43     |  |
| 3.                                   | «Quando um homem tem uma mangueira no quintal» | 2:14     |  |
| 4.                                   | «Ilegais»                                      | 5:52     |  |
| 5.                                   | «Ainda bem»                                    | 7:10     |  |
| 6.                                   | «Amado»                                        | 6:50     |  |
| 7.                                   | «Fugiu com a novela»                           | 3:12     |  |
| 8.                                   | «Um dia, um adeus»                             | 2:50     |  |
| 9.                                   | «Viagem / mamãe passou açucar em mim»          | 3:27     |  |
| 10.                                  | «Não me deixe só»                              | 3:09     |  |
| 11.                                  | «Acode»                                        | 3:34     |  |
| 12.                                  | «Você vai me destruir»                         | 4:18     |  |
| 13.                                  | «Ai, Ai, Ai...»                                | 6:53     |  |
| 14.                                  | «Boa sorte / Good luck»                        |          |  |
| 52 minutos                           |                                                |          |  |

| Multishow Ao Vivo Vanessa da Mata DVD |                                                        |          |  |
| N.º                                   | Título                                                 | Duración |  |
| 1.                                    | «Vermelho»                                             | 3:43     |  |
| 2.                                    | «Ilegais / You don't love me»                          | 5:52     |  |
| 3.                                    | «Baú»                                                  | 4:08     |  |
| 4.                                    | «Viagem / mamãe passou açucar em mim»                  | 5:25     |  |
| 5.                                    | «Ainda bem»                                            | 7:10     |  |
| 6.                                    | «Eu sou neguinha?»                                     |          |  |
| 7.                                    | «Joãozinho»                                            |          |  |
| 8.                                    | «Quando um homem tem uma mangueira no quintal»         | 2:14     |  |
| 9.                                    | «Acode»                                                | 3:34     |  |
| 10.                                   | «História de uma gata»                                 |          |  |
| 11.                                   | «Fugiu com a novela»                                   | 3:12     |  |
| 12.                                   | «Não me deixe só»                                      | 3:09     |  |
| 13.                                   | «Você vai me destruir»                                 |          |  |
| 14.                                   | «Amado»                                                | 6:50     |  |
| 15.                                   | «Ai, Ai, Ai...»                                        | 6:53     |  |
| 16.                                   | «Boa sorte / Good luck (com Ben Harper)»               | 3:55     |  |
| 17.                                   | «Um dia, um adeus (Set Acústico) de Guilherme Arantes» | 2:50     |  |
| 18.                                   | «As rosas não falam (Set Acústico)»                    |          |  |
| 19.                                   | «Pirraça (Faixa Bônus)»                                |          |  |
| 20.                                   | «Absurdo (Faixa Bônus)»                                |          |  |
| 21.                                   | «Casese comigo (Faixa Bônus)»                          |          |  |